# Langreo
Langreo (Llangréu en asturien) est une commune (concejo aux Asturies) située dans la communauté autonome des Asturies en Espagne.

## Présentation
Au XIXe siècle, Langreo a été l'un des grands noyaux nationaux de l'activité sidérurgique. De nombreuses entreprises s'y sont établies, dont Duro-Felguera, principalement dans le district de La Felguera, et la ville a disposé de la troisième ligne de chemin de fer jamais construite en Espagne (à savoir la ligne Sama-Gijón). À la fin du XXe siècle, le déclin de l'industrie minière s'est accompagné du démantèlement du tissu industriel du métal. De nos jours, l'objectif est de récupérer le riche patrimoine architectural légué par l'ancienne industrie. En même temps, de grands efforts sont consentis par la municipalité pour l'implantation d'entreprises du monde des nouvelles technologies (Capgemini pour n'en citer qu'une). Il reste cependant quelques mines d'extraction de charbon encore en fonctionnement.
Un grand centre technologique est mis à disposition des « nouvelles » industries, il s'agit du centre de « Valnalón », anciennement grand site sidérurgique et dont la tour de refroidissement représente le symbole du temps passé.
Langreo est, avec ses 37 000 habitants, la cinquième municipalité des Asturies au regard de la population. La ville est composée de huit paroisses ou localités : La Felguera (20 000 habitants), Sama (12 000 habitants), La Venta, Riaño, Ciaño, Lada, Barros et Tuilla. 
La Felguera héberge le musée de l'industrie sidérurgique.

## Galerie

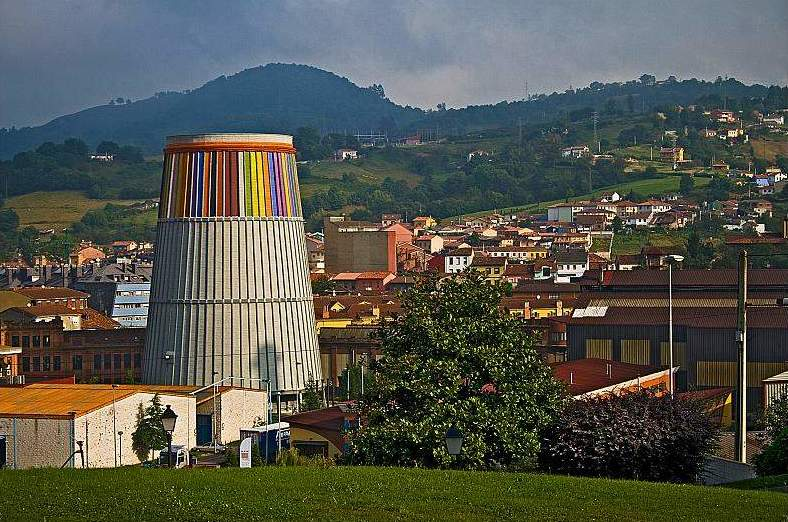
Le musée de l'industrie sidérurgique.
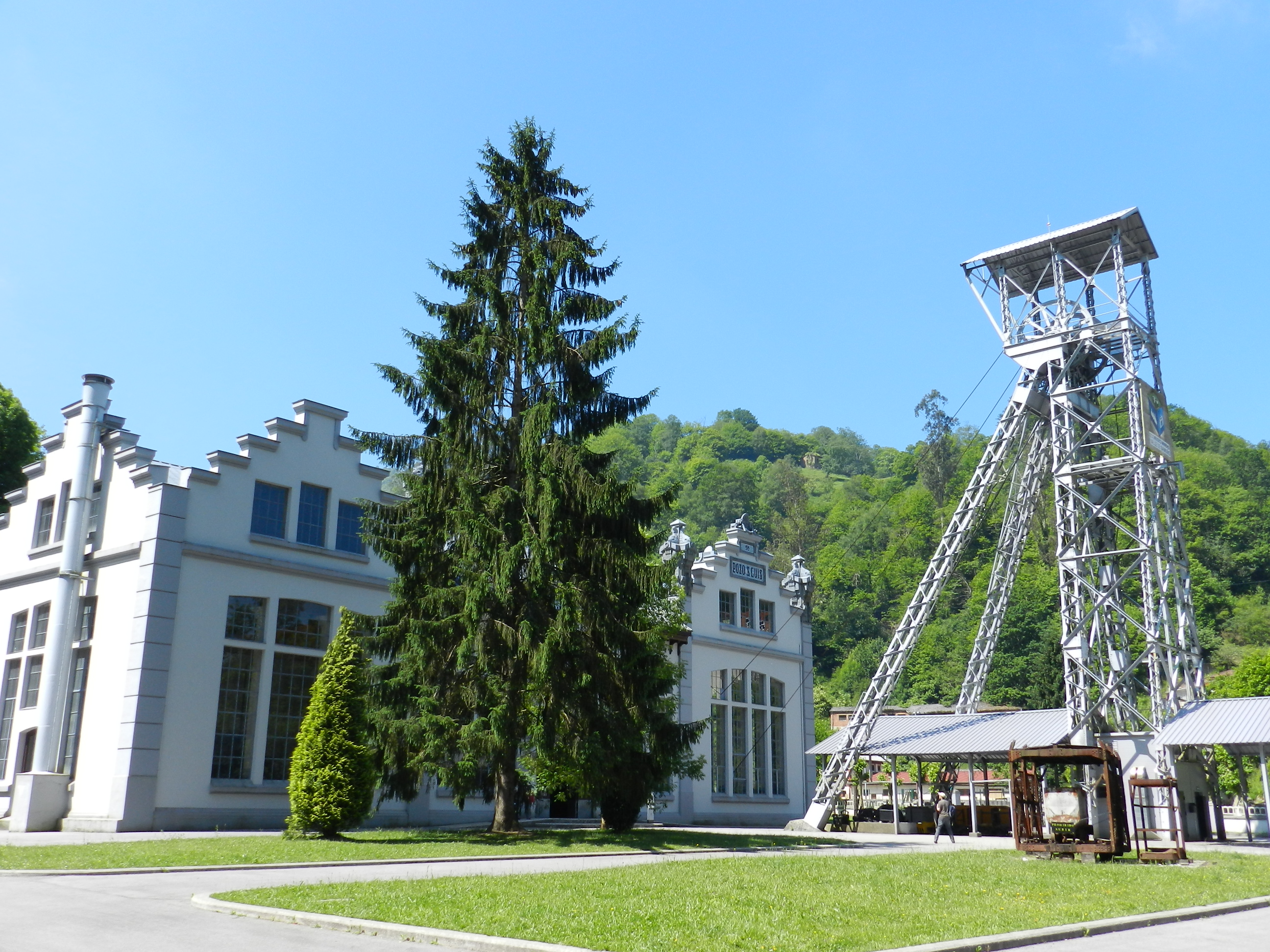
L'écomusée de la vallée de Samuño.
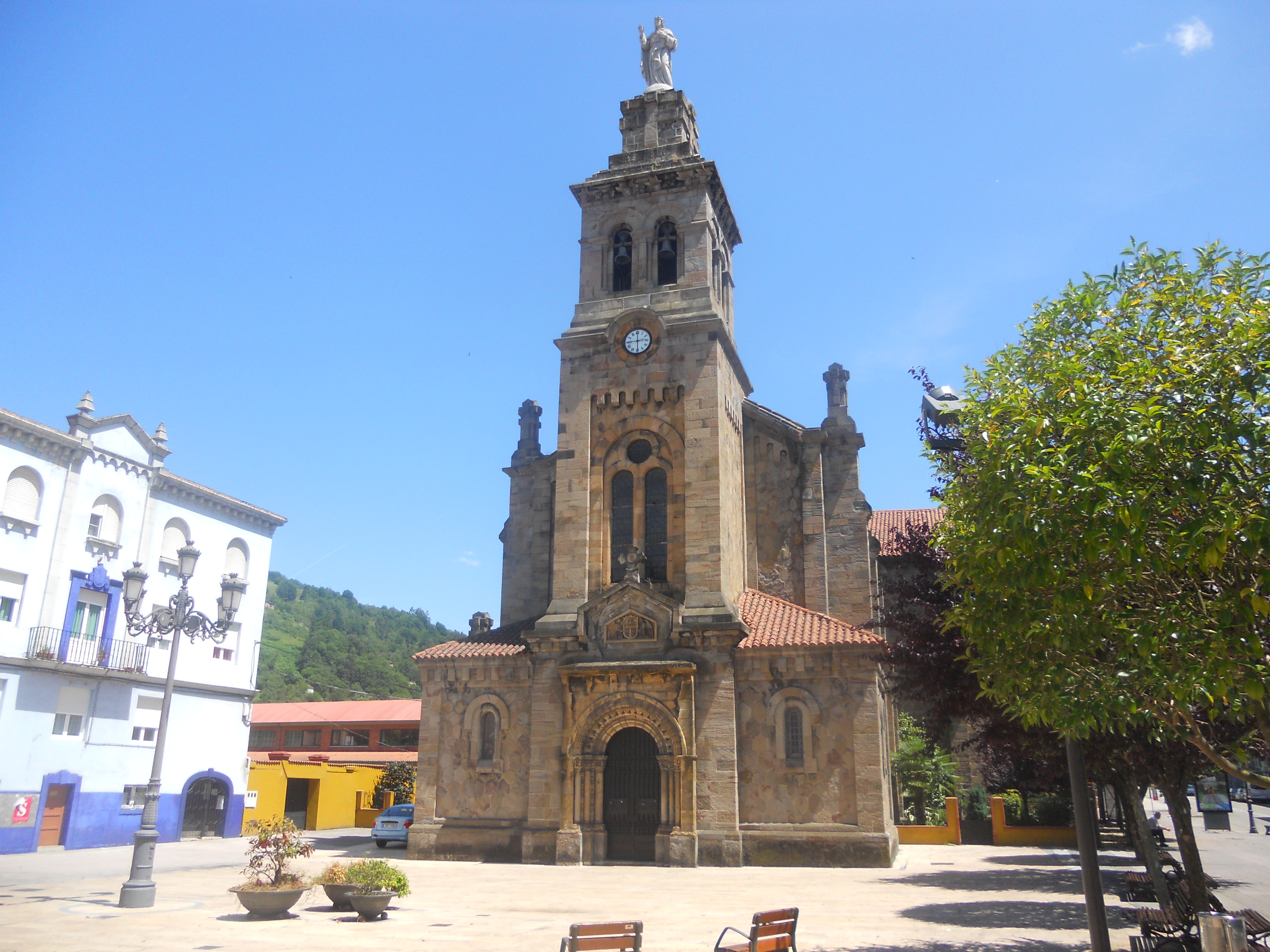
L'église Saint-Étienne (San Esteban).
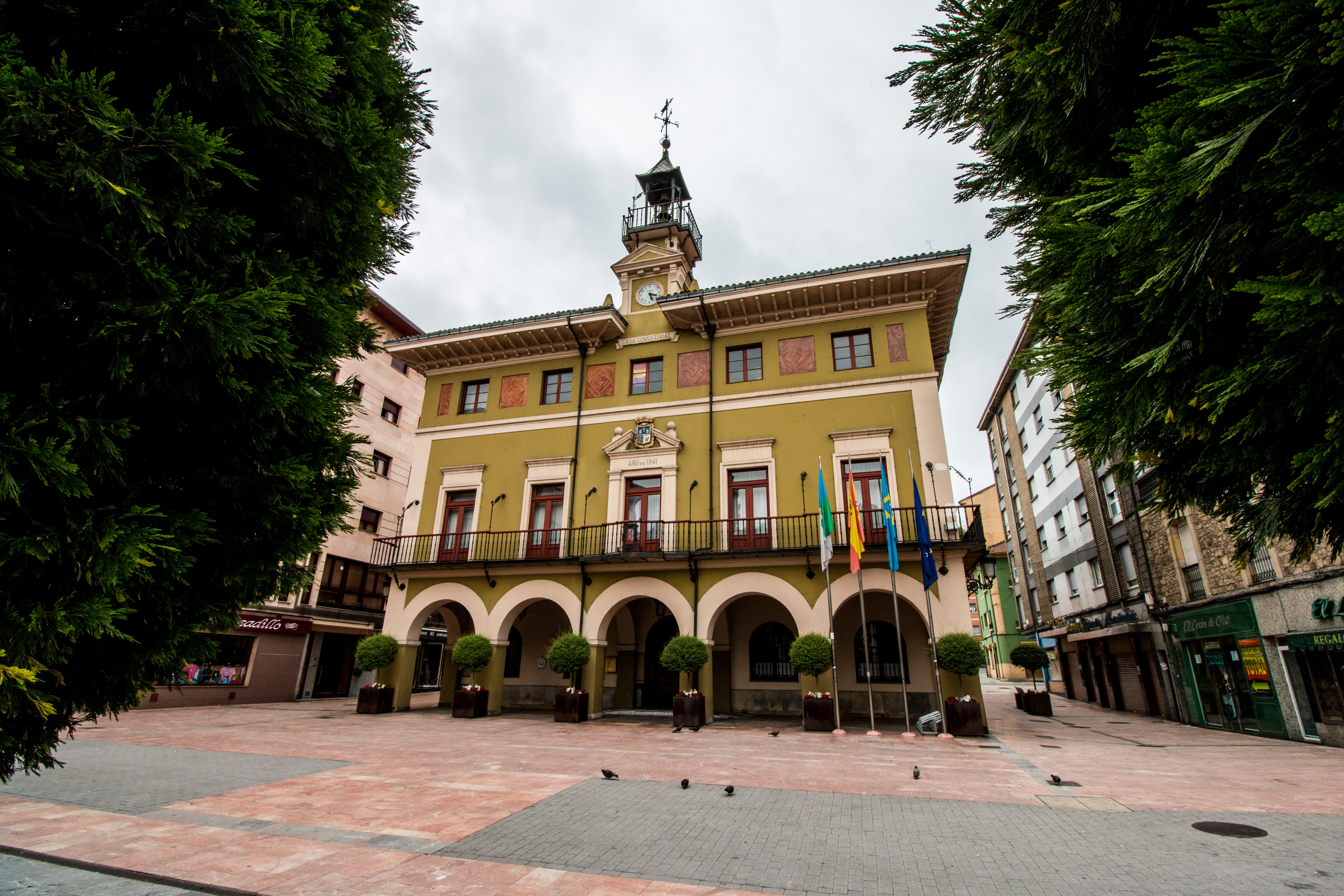
L'hôtel de ville

## Personnalités
- Anita Orejas, infirmière antifranquiste, est née à Sama de Langreo en 1914 († 9 novembre 1937) ;
- Manuel Zapico, guérillero antifranquiste, est né à Langreo en 1926 († 28 août 2004) ;
- David Villa, footballeur international est né à Tuilla le 3 décembre 1981.